# 温青
温青（1964年—），曾任福建师范大学附属中学校长，中国民主促进会福建省委员会副主任委员，福建省政协委员。

## 所获荣誉
先后获得全国优秀科技辅导员、全国师德先进个人、福建省优秀教师等荣誉称号。

## 政治活动
2017年，温青当选为民进福建省第八届委员会副主任委员。
2022年，温青进行提案，就对完善福建省义务教育委托办学管理机制提出相关建议。

## 人物事件
2021年6月7日，福州市仓山考区福建师范大学附中考点高考语文学科考试提前2分40秒打结束铃。
6月25日，福建省教育厅发布了调查和问责情况。福建师大附中考点主考温青被记过。